# Кёрёш (нижний приток Тисы)
Кёрёш (венг. Körös ér, серб. Кереш-ер) — река на юге Венгрии и севере Сербии, длиной 70 км, правый приток реки Тиса. Течёт в основном в регионе Бачка в обеих странах (Воеводина в Сербии): 27 км в Венгрии, 15 км в качестве пограничной реки и 27 км в Сербии. Берёт начало из озера Фехерто.

## Венгрия
Кёрёш течёт по венгерской части Бачки между городами Яношхальма и Кишкунхалаш. Она течёт на юго-восток, являясь скорее цепью болот, чем настоящей рекой, при практически полном отсутствии поселений на берегах. Западнее деревни Келебиа Кёрёш становится пограничной рекой между Венгрией и Сербией.

## Сербия
Кёрёш протекает по северной границе города Суботица, возле его пригородов и озера Лудош. После деревень Мале-Пияце и Велебит он поворачивает на восток севернее деревни Трешньевац и впадает в реку Тиса около Адоряна на высоте в 76 метров. Возле деревни Велебит Кёрёш течёт по болотистой местности.
В течение уже некоторого времени муниципальные власти Канижа (где расположено устье реки) протестует против чрезмерной загрязнённости вод реки Кёрёш, которая является основным загрязнителем реки Тиса. Местные политики обвиняют в основном правительство города Суботица, мусор которого сбрасывается в реку.
Река Кёрёш не используется ни для орошения, ни для навигации.